# ブルーピーター
ブルーピーター（Blue Peter、1936年 - 1957年）はイギリス産の競走馬、種牡馬。
※1946年にアメリカ合衆国で生まれた同名馬がいるが、本項では1936年のイギリス産馬について記述する。

## 経歴

### 競走馬時代
ブルーピーターは1936年4月、第6代ローズベリー伯ハリー・プリムローズが所有する牧場で誕生した。1938年9月に競走馬としてデビュー。同年は2戦して未勝利に終わったが、2戦目のミドルパークステークスで2着となったことが評価され、同年の2歳フリーハンデで第2位になった。
翌1939年4月、イギリスのクラシック前哨戦のひとつであるブルーリバンドトライアルステークスに出走し、2着馬に4馬身の着差をつけて優勝した。この結果を受けて同月末に行われた2000ギニーではブックメーカーによって本命（オッズ5:1）に支持された。レースは半ばを過ぎたあたりからアドミラルウォークとのマッチレースとなり、2分の1馬身差で競り勝ち優勝した。翌5月末のダービーステークスでも本命（ブックメーカーによるオッズは7:2）に推され、3番手から抜け出して優勝した。二冠馬となったブルーピーターは8月にエクリプスステークスに出走。1938年のセントレジャーステークス優勝馬スコティッシュユニオンなど古馬の有力馬を相手に優勝した。
エクリプスステークスの結果を受け、ブルーピーターにはセントレジャーステークスでのイギリスクラシック三冠達成の期待がかかった。また、当時ノアイユ賞、ジョッケクルブ賞、パリ大賞典を優勝したフランスの無敗馬ファリスがセントレジャーステークス出走を表明しており、両馬の対決にも注目が集まった。しかし8月にイギリスがドイツに宣戦布告した影響からセントレジャーステークスは中止となり、ブルーピーターの三冠達成の可能性は消滅した。馬主のハリー・プリムローズはブルーピーターをそれ以上レースに出走させることなく引退させ、種牡馬としてみずからの牧場で繋養した。
イギリスの競馬年鑑「ブラッドストックブリーダーズレビュー」は、1961年に行った1912年から1961年までのダービーステークス優勝馬50頭の能力を5段階評価する企画において、ブルーピーターをもっとも上位の「超一流馬」9頭のうちの1頭に挙げた。

### 種牡馬時代
初年度産駒のオーシャンスウェルがダービーステークスを優勝する活躍を見せ、1944年のリーディングサイアーで父のフェアウェイ、ハイペリオンに続く第3位となった。種牡馬としての成績はこの年がピークであり、種牡馬としてよりもむしろブルードメアサイアーとして能力を発揮し、イギリスのリーディングブルードメアサイアーとなった年もある。おもな後継種牡馬はブルートレイン、マストヘッド（オーストラリアで供用）、ヘローピーター（ニュージーランドで供用）、ボッティチェッリなど。なお、日本へは産駒のアポッスル、孫（ボッティチェッリ産駒）のベンマーシャルが輸出された。

## おもな産駒
- オーシャンスウェル（ダービーステークス、アスコットゴールドカップ）
- ボッティチェッリ（イタリアクラシック三冠、ミラノ大賞典、イタリア大賞典、クリテリウムナツィオナーレ）
- ブラックピーター（ジョッキークラブステークス）
- ピーターフラワー（ハードウィックステークス、チャンピオンステークス）
- アポッスル（ジョッキークラブカップ）

### ブルードメアサイアーとしてのおもな産駒
- キングオブゼテューダーズ（エクリプスステークス）
- アワバブー（2000ギニー）
- エルミエール（ディアヌ賞）
- タブーン（2000ギニー）

## 血統

### 血統表
| ブルーピーターの血統（フェアウェイ系 / St. Simon 4x4x5x5=18.75%、 Bona Vista 5x5=6.25%） | ブルーピーターの血統（フェアウェイ系 / St. Simon 4x4x5x5=18.75%、 Bona Vista 5x5=6.25%） | ブルーピーターの血統（フェアウェイ系 / St. Simon 4x4x5x5=18.75%、 Bona Vista 5x5=6.25%） | （血統表の出典）     | （血統表の出典） |
| 父 Fairway 1925 青鹿毛 イギリス                                                          | 父の父Phalaris 1913 青鹿毛 イギリス                                                      | Polymelus                                                                                | Cyllene              | Cyllene          |
| 父 Fairway 1925 青鹿毛 イギリス                                                          | 父の父Phalaris 1913 青鹿毛 イギリス                                                      | Polymelus                                                                                | Maid Marian          |                  |
| 父 Fairway 1925 青鹿毛 イギリス                                                          | 父の父Phalaris 1913 青鹿毛 イギリス                                                      | Bromus                                                                                   | Sainfoin             | Sainfoin         |
| 父 Fairway 1925 青鹿毛 イギリス                                                          | 父の父Phalaris 1913 青鹿毛 イギリス                                                      | Bromus                                                                                   | Cheery               |                  |
| 父 Fairway 1925 青鹿毛 イギリス                                                          | 父の母Scapa Flow 1914 栗毛 イギリス                                                      | Chaucer                                                                                  | St. Simon            | St. Simon        |
| 父 Fairway 1925 青鹿毛 イギリス                                                          | 父の母Scapa Flow 1914 栗毛 イギリス                                                      | Chaucer                                                                                  | Canterbury Pilgrim   |                  |
| 父 Fairway 1925 青鹿毛 イギリス                                                          | 父の母Scapa Flow 1914 栗毛 イギリス                                                      | Anchora                                                                                  | Love Wisely          | Love Wisely      |
| 父 Fairway 1925 青鹿毛 イギリス                                                          | 父の母Scapa Flow 1914 栗毛 イギリス                                                      | Anchora                                                                                  | Eryholme             |                  |
| 母 Fancy Free 1924 鹿毛 イギリス                                                         | 母の父Stefan the Great 1916 芦毛 イギリス                                                | The Tetrarch                                                                             | Roi Herode           | Roi Herode       |
| 母 Fancy Free 1924 鹿毛 イギリス                                                         | 母の父Stefan the Great 1916 芦毛 イギリス                                                | The Tetrarch                                                                             | Vahren               |                  |
| 母 Fancy Free 1924 鹿毛 イギリス                                                         | 母の父Stefan the Great 1916 芦毛 イギリス                                                | Perfect Peach                                                                            | Persimmon            | Persimmon        |
| 母 Fancy Free 1924 鹿毛 イギリス                                                         | 母の父Stefan the Great 1916 芦毛 イギリス                                                | Perfect Peach                                                                            | Fascination          |                  |
| 母 Fancy Free 1924 鹿毛 イギリス                                                         | 母の母Celiba 1916 鹿毛 イギリス                                                          | Bachelors Double                                                                         | Tredennis            | Tredennis        |
| 母 Fancy Free 1924 鹿毛 イギリス                                                         | 母の母Celiba 1916 鹿毛 イギリス                                                          | Bachelors Double                                                                         | Lady Bawn            |                  |
| 母 Fancy Free 1924 鹿毛 イギリス                                                         | 母の母Celiba 1916 鹿毛 イギリス                                                          | Santa Maura                                                                              | St. Simon            | St. Simon        |
| 母 Fancy Free 1924 鹿毛 イギリス                                                         | 母の母Celiba 1916 鹿毛 イギリス                                                          | Santa Maura                                                                              | Palmflower F-No.20-c |                  |

### 近親
全兄のフルセイル(Full Sail)はセントジェームスパレスステークス2着などの競走成績を上げたのちに、種牡馬としてアルゼンチンに渡り、ナシオナル大賞と亜ジョッキークラブ大賞を制して二冠馬となったSeductor（輸入種牡馬エルセンタウロの父父）などを輩出し、アルゼンチンのリーディングサイアーに輝いた。
半弟のネプチューンはオーストラリアで種牡馬として成功した。半姉スプリングタイム（Springtime）の子孫にダービーステークスを勝ったブレイクニーとモーストンの兄弟、東京スポーツ杯2歳ステークスを勝ったクロワデュノールなどがいる。